# 紅木城
紅木城（英語：Redwood City；），是美國加州舊金山灣區的一個城市，位於舊金山灣區西部、舊金山半島的東岸，也是聖馬刁郡的首府。根據2010年人口普查，紅木城共有居民7萬6815人。紅木城擁有舊金山灣裡舊金山以南唯一的深水港。
紅木城靠近舊金山灣岸的紅木岸（Redwood Shores）區是著名電腦與電視遊樂器遊戲軟體設計公司藝電（Electronic Arts）公司和全球第二大軟體公司甲骨文公司的總部所在地。box公司和Evernote的總部亦設在紅木城市内。
貫穿舊金山至聖荷西的國王大道也是紅木城的東北-西南主要道路，習慣上國王大道東北邊的紅木城稱為「北紅木市」，而西南邊則稱為「南紅木市」。國王大道的古道可以往南一直延伸至墨西哥加利福尼亞半島中部。加州列车在境内设有红木城站。

## 最大雇主
截至2022年，本市最大雇主为：
| #  | 雇主                    | 雇员数量 |
| -- | ----------------------- | -------- |
| 1  | 甲骨文公司              | 4,952    |
| 2  | 斯坦福大学医院          | 2,700    |
| 3  | 圣马特奥县政府          | 2,659    |
| 4  | Box公司                 | 1,760    |
| 5  | Guardant Health         | 1,654    |
| 6  | Electronic Arts         | 1,600    |
| 7  | 基因组健康              | 861      |
| 8  | Auris Surgical Robotics | 833      |
| 9  | 谷歌                    | 731      |
| 10 | Informatica             | 695      |